# Akeem Adams
Akeem Adams (Point Fortin, 13 april 1991 – Boedapest, 30 december 2013) was een voetballer, die uitkwam voor het nationale team van Trinidad en Tobago.
Adams was een verdediger en speelde van 2008 tot 2012 in 9 interlands voor zijn land. 
De 1 meter 80 lange Adams speelde bij W Connection in Marabella en United Petrotrin F.C. in Palo Seco. In 2013 stond hij onder contract bij het Hongaarse Ferencvárosi TC.
Op 25 september 2013 kreeg hij een hartaanval, waarvan hij slecht herstelde. Zijn linkerbeen werd geamputeerd op 8 oktober. Om in leven te blijven moest hij een harttransplantatie ondergaan, maar zijn conditie was daar te zwak voor. Op 28 december kreeg hij weer een hartaanval en raakte in coma. Twee dagen later overleed hij op 22-jarige leeftijd in het Varosmajori Heart Clinic's ICU in Boedapest.